# Église Saint-Sauveur de Saint-Sauveur-de-Pierrepont
L'église Saint-Sauveur est un édifice catholique du XIIe siècle en ruine, qui se dresse sur le territoire de la commune française de Saint-Sauveur-de-Pierrepont dans le département de la Manche, en région Normandie. L'édifice est inscrit au titre des monuments historiques. L'édifice est partiellement inscrit au titre des monuments historiques.

## Localisation
L'église est située sur une butte qui domine le marais au sud de la commune de Saint-Sauveur-de-Pierrepont, dans le département français de la Manche.

## Historique
L'église, datée des XIIe et XVe siècles, est détruite lors de la bataille des Haies, le 19 juin 1944. Les cloches de l'église ayant sonné pour annoncer par anticipation la Libération (qui n'interviendra pour la commune que le 4 juillet), les Allemands la minent en représailles.

## Description
L'église romane, avec son chœur à chevet plat, était constituée de deux travées voûtées sur croisées d'ogives très primitives (XIe siècle).

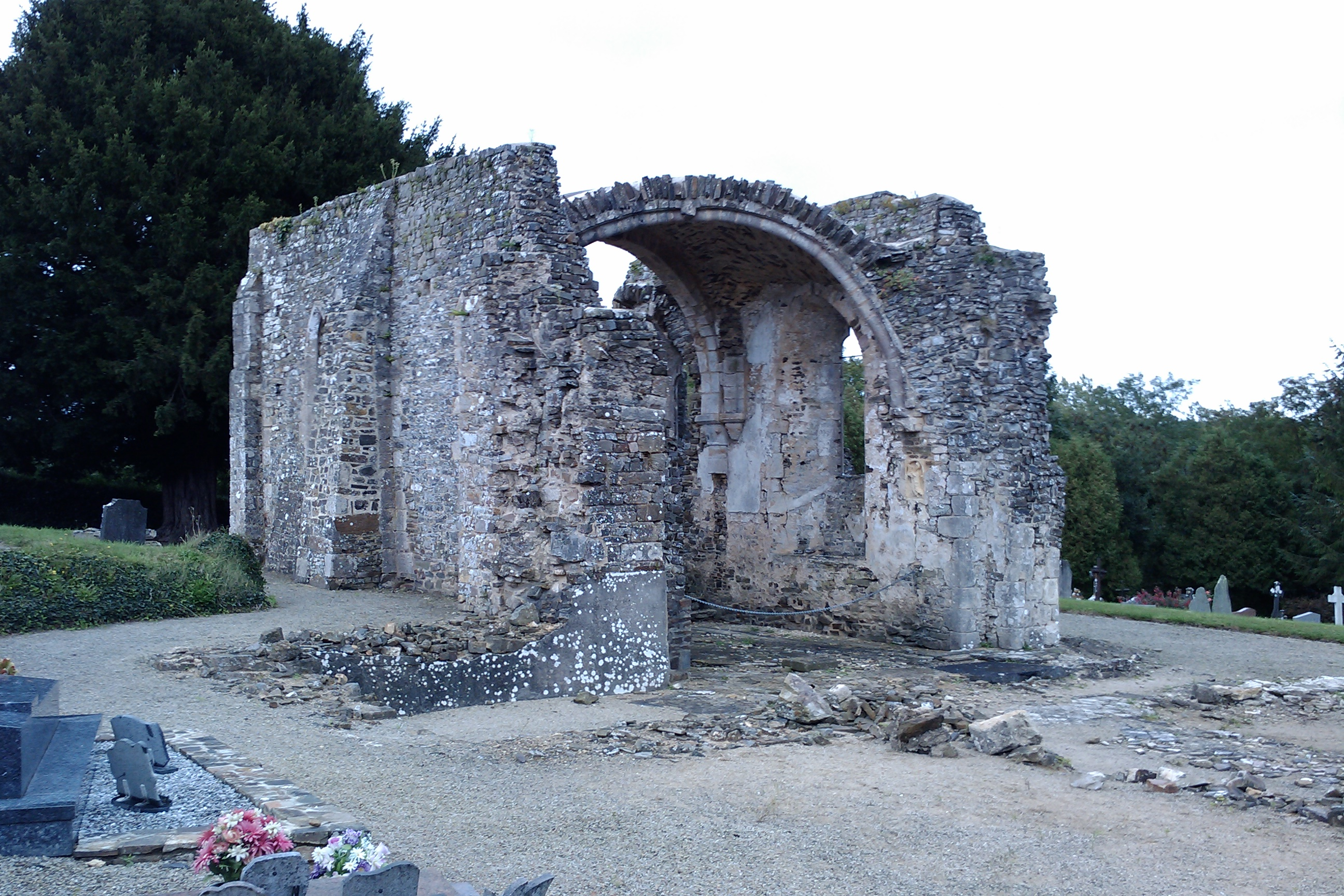
Le chœur.
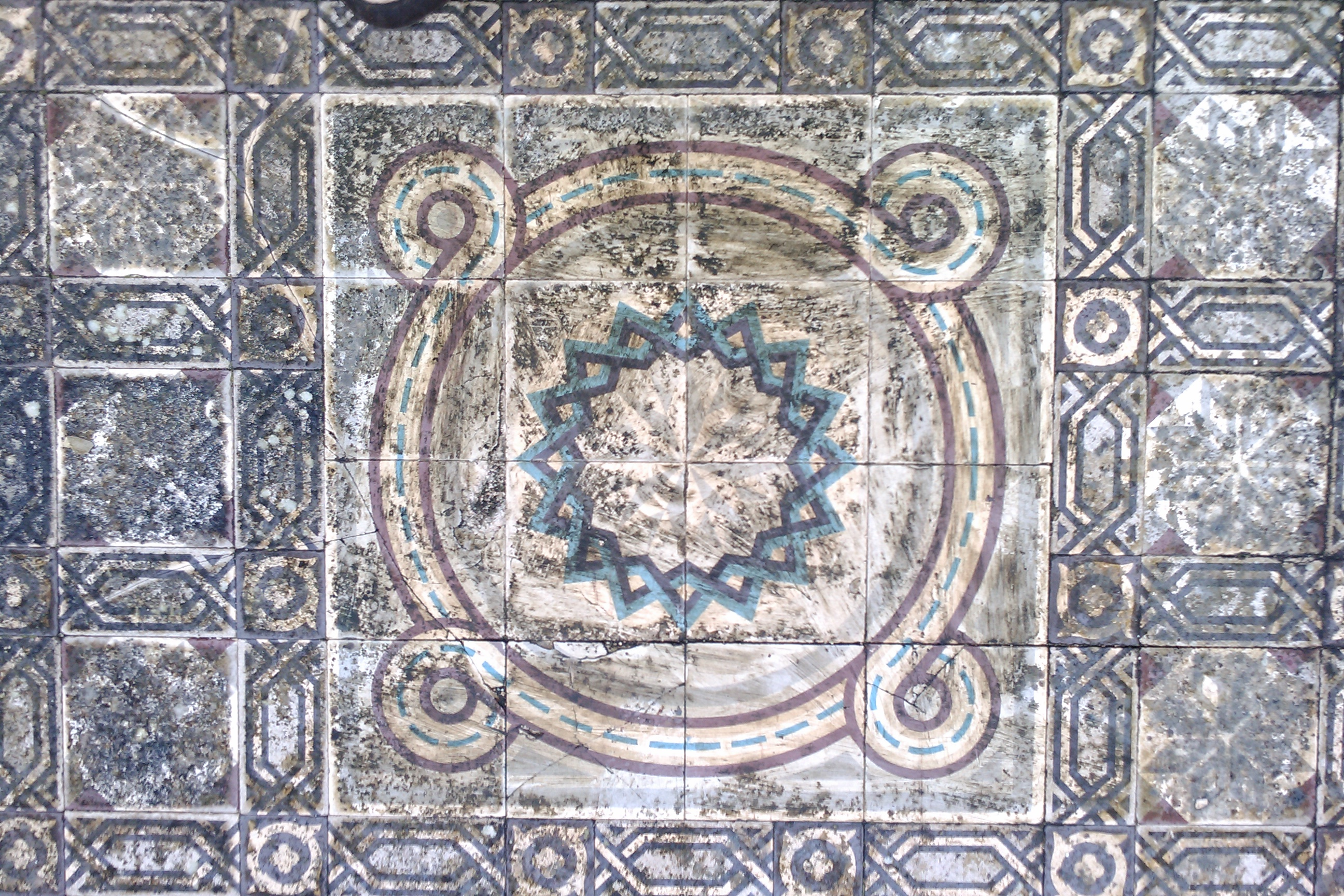
Mosaïque.
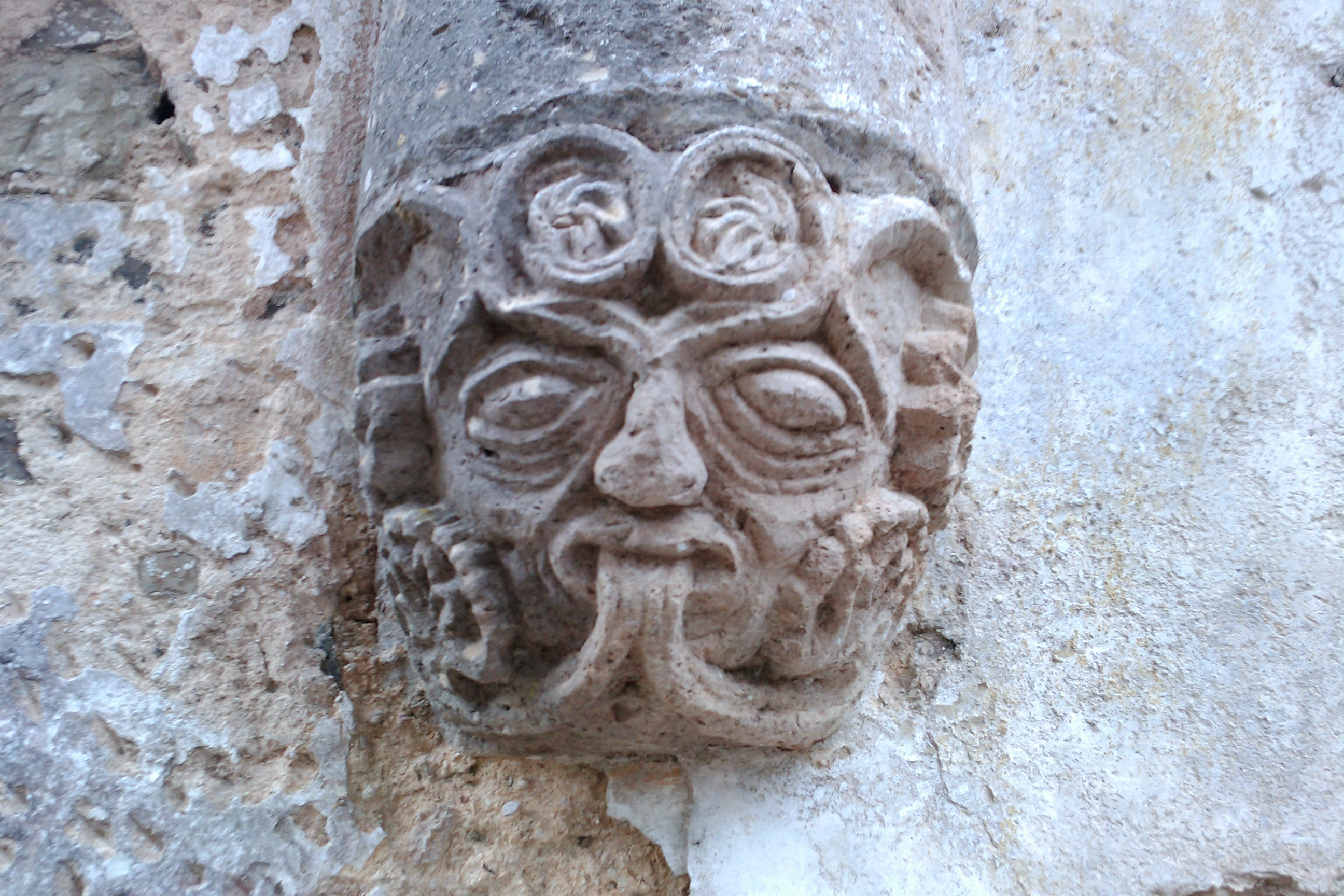
Un cul-de-lampe.

## Protection

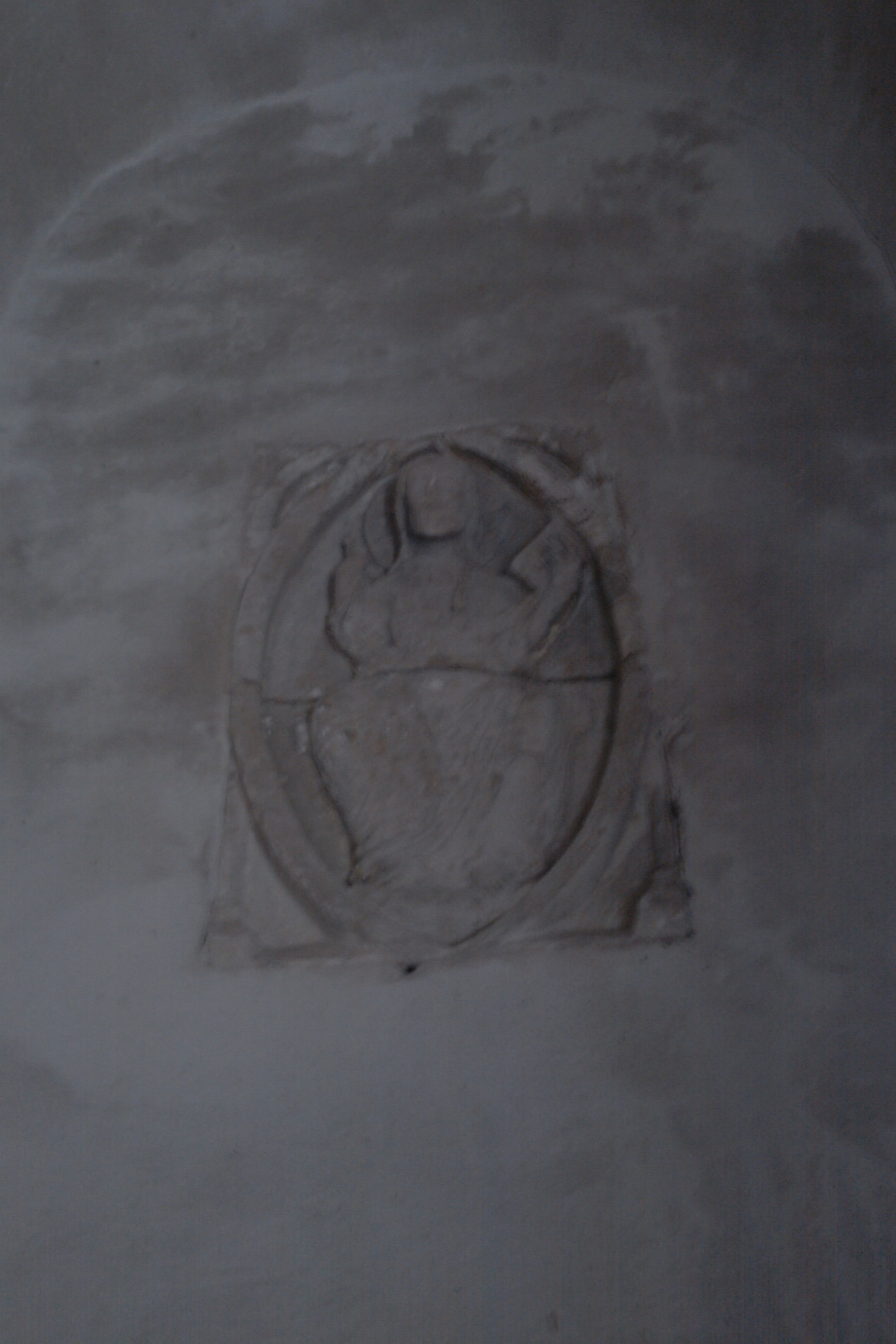
Le Christ en majesté transféré dans l'église Sainte-Trinité.

Le chœur est inscrit au titre des monuments historiques par arrêté du 19 avril 1946.
Le bas-relief, du XIIe siècle, représentant le Christ en majesté, inscrit le 7 octobre 1935, qui figurait dans l'église avant sa destruction, a été déplacé dans l'église Sainte-Trinité reconstruite en 1955.